# CF Atlante
Club de Fútbol Atlante cunoscut sub numele de Atlante este un club de fotbal profesionist mexican. Atlante a câștigat trei campionate naționale, două din casa lor inițială din Mexico City și cel mai recent după mutarea lor în 2007 la Cancún, înainte de a se întoarce în cele din urmă în Mexico City. Ei sunt, de asemenea, de două ori câștigători ai Cupei México, o dată câștigători ai Campeón de Campeones și de două ori câștigători ai Cupei Campionilor CONCACAF/Ligii Campionilor. Atlante FC a ajuns în semifinale la Cupa Mondială a Cluburilor FIFA 2009.

## Performanțe

### Naționale
- Primera División Profesional

Câștigători (3): 1946-1947, 1992-1993, Apertura 2007.
Locul II (4): 1945-1946, 1949-1950, 1950-1951, 1981-1982.
- Liga de Ascenso

Câștigători (2): 1976-1977, 1990-1991.
- Liga de amatori

Câștigători (5): 1924-1925, 1925-1926, 1926-1927, 1931-1932, 1940-1941.
- Copa México

Câștigători (3): 1941-1942, 1950-1951, 1951-1952.
Locul II (4): 1943-1944, 1945-1946, 1948-1949, 1962-1963.
- Campeón de Campeones

Câștigători (2): 1941-1942, 1951-1952.
Locul II (2): 1946-1947, 1950-1951.
- Copa Pachuca

Câștigători (1): 2005.
Locul II (1): 2009.

### Internaționale
- Cupa Campionilor CONCACAF / Liga Campionilor CONCACAF

Câștigători (2): 1983, 2008-09
Locul II (1): 1994
- Campionatul Mondial al Cluburilor FIFA

-: 2009

## Lotul curent
| Nr. |           | Poziție | Jucător                  |
| --- | --------- | ------- | ------------------------ |
| 1   | Mexic     | P       | Gerardo Daniel Ruiz      |
| 2   | Argentina | F       | Miguel Ángel Martínez    |
| 3   | Argentina | P       | Federico Vilar (căpitan) |
| 4   | Mexic     | F       | Luis Gerardo Venegas     |
| 5   | Mexic     | M       | José Joel González       |
| 6   | Mexic     | F       | Diego Alberto Cervantes  |
| 7   | Mexic     | M       | Fernando Navarro         |
| 8   | Mexic     | A       | Rafael Márquez Lugo      |
| 9   | Uruguay   | A       | Horacio Peralta          |
| 10  | Argentina | M       | Gabriel Pereyra          |
| 11  | Argentina | M       | Santiago Solari          |
| 14  | Mexic     | F       | Ignacio Hierro           |
| 15  | Mexic     | F       | Arturo Muñoz             |
| 16  | Mexic     | A       | Jesús Morales            |
| 17  | Mexic     | A       | José Daniel Guerrero     |
| 18  | Mexic     | M       | Christian Bermúdez       |
| 19  | Mexic     | M       | Guillermo Rojas          |

| Nr. |           | Poziție | Jucător              |
| --- | --------- | ------- | -------------------- |
| 20  | Argentina | M       | Andrés Carevic       |
| 21  | Mexic     | F       | Luis David Velázquez |
| 23  | Mexic     | F       | Gerardo Castillo     |
| 25  | Mexic     | A       | José Omar Cervantes  |
| 26  | Mexic     | F       | Clemente Ovalle      |
| 27  | Mexic     | M       | Luis Ángel Carrillo  |
| 30  | Mexic     | F       | Mario Hernández Lash |
| 31  | Mexic     | A       | Daniel Arreola       |
| 32  | Mexic     | P       | Allan Van Rankin     |
| 33  | Mexic     | P       | Román Fuente         |
| 34  | Mexic     | M       | Saúl García          |
| 35  | Mexic     | F       | Diego García         |
| 42  | Mexic     | M       | Fernando Herrera     |
| 51  | Mexic     | A       | Oscar Uscanga        |
| 52  | Mexic     | A       | Francisco Uscanga    |
| 59  | Mexic     | F       | José Daniel García   |

## Jucători notabili
| - Miodrag BELODEDICI(România) - Horacio Casarín - Juan "El Trompito" Carreño - Felipe "Diente" Rosas - Manuel "Chaquetas" Rosas - Carlos Calderón de la Barca - Dionisio "Nicho" Mejia - Adalberto "Dumbo" López - Carlos Laviada - Juan Ignacio Basagúren - Raúl Orvañanos - José Antonio Roca - Rafael Puente - Fernando Rojas - Arturo Zarate Pulido - Manuel Camacho - Gonini Vázquez Ayala - José Luis "Calaca" González - Víctor Manuel Vucetich - Armando Franco - Eduardo Moses - Daniel Montes de Oca | - Bernardo "Manolete" Hernández - Marcos "El Mugrosito" Rivas - Luis Amuchástegui - Gerardo Lugo - Jose Luis González China - Félix Fernández - Luis Miguel Salvador - Guillermo Cantú - Daniel Guzmán - Roberto Andrade - Raúl Gutiérrez - Hugo Sánchez - Ignacio Ambríz - Jorge Campos - Zague - Luis García - Luis Alvarado - Miguel Herrera - Chepina Rivera - Romero Reyes - Javier Aguirre | - Martín "El Maestro" Ventolrá - Cabinho - Rubén Omar Romano - Norberto Boggio - Mario Alfredo Pavéz Bravo - Ricardo Lavolpe - Alberto Jorge Manberto - Rubén "Ratón" Ayala - Héctor Zelada - Carlos Malvido - Pedro Massacessi - Martín Felix Ubaldi - Gabriel Pereyra - Fabian Estay - Sebastián "Chamagol" González - Patricio Galaz - Fernando Martel - Luis Gabriel Rey - Faustino Asprilla - Giancarlo Maldonado - Luis Alberto da Costa Luizinho | - Federico Vilar - Spencer Coelho - José Damasceno "Tiba" - Walter Ormeño - Gisleno Medina - Orlando Medina - Israel Ferreira - Oscar Ferreira - Francisco Majewski - Gustavo Biscayzacú - José Antonio Hutt - José Rafael Fello Meza - Mauricio "Pipo" Rodríguez - Guillermo Ramirez - Santiago Solari - Grzegorz Lato - Miodrag Belodedici - Ilie Dumitrescu - Alain Nkong |

## Internaționali importanți
Efraim Amezcua
Juan Carreño
Jesus Castro
Dionisio Mejia
Felipe Olivares
Felipe Rosas
Manuel Rosas
Leonardo Navarro
Rafael Avalos
Salvador Mota
Moises Jinich
Carlos Calderon de la Barca
Salvador Farfan
Marcos Rivas
Juan Ignacio Basagurrun
Gualberto Fernandez
Gerardo Lugo
Ignacio Rodriguez
Felix Fernandez
Luis Miguel Salvador
Raul Gutierrez
Luis Garcia
Ilie Dumitrescu
Michael Arroyo

## Antrenori

### Antrenori campioni
| - Luis Grocz - 1946-1947 - Ricardo Lavolpe - 1992-1993 - José Guadalupe Cruz - Apertura 2007 |

### Antrenori notabili
| - Octavio Vial - Carlos Iturralde - Ernesto Cisneros - Ignacio Trelles - Horacio Casarín - José Antonio Roca - Rafael Puente - Luis Manuel Torres Salinas - Javier Aguirre - Miguel Mejía Barón - Eduardo Rergis - Manuel Lapuente - Sergio Bueno - Miguel Herrera - René Isidoro García |  | - Juan Carlos "Toto" Lorenzo - José "Che" Gómez - Carlos Rodríguez - Ángel Cappa - Roberto Saporiti - Eduardo Valdatti - Dagoberto Moll - José Carlos Bauer - Carlos Reinoso - Miguel Tovar Mariscal - Raymundo Orsi - Zlatko Petricevic - Arpad Fekete |